# P-83 Wanad
La P-83 Wanad (Vanadio, en idioma polaco) es una pistola semiautomática de doble acción polaca, que dispara el cartucho 9 x 18 Makarov y fue producida por la FB "Łucznik" de Radom. La P-83 sucedió a la P-64 como el arma principal del Ejército polaco y la Policía. La pistola continúa en uso limitado en la Policía y el Ejército polacos, pero fue reemplazada en mayor parte por pistolas Glock 19 en el servicio policial, y parcialmente por el modelo local WIST 94 en el Ejército polaco. La producción de la P-83 Wanad comenzó en el año 1983 y finalizó en el 2000.